# (11600) Cipolla
(11600) Cipolla est un astéroïde de la ceinture principale.

## Description
(11600) Cipolla est un astéroïde de la ceinture principale. Il fut découvert le 26 septembre 1995 à Stroncone par l'Observatoire astronomique Santa Lucia de Stroncone. Il présente une orbite caractérisée par un demi-grand axe de 2,65 UA, une excentricité de 0,15 et une inclinaison de 10,6° par rapport à l'écliptique.

## Compléments